# NGC 6907
NGC 6907 es una galaxia espiral barrada de tipo SBbc que se encuentra en la constelación de Capricornio. Su magnitud aparente es 11,1 y su brillo superficial es 13,3 mag/arcsec2. Fue descubierta en 1784 por William Herschel.
El denominado objeto NGC 6908, en el brazo este de la galaxia NGC 6907, se consideraba que simplemente correspondía a una zona más luminosa de la galaxia. Sin embargo, el examen de imágenes en el infrarrojo cercano demuestran que NGC 6908 es, de hecho, una galaxia lenticular, parcialmente escondida por el resplandor del disco y la estructura espiral de la galaxia mayor. La asimetría en el disco y en la estructura espiral exterior de NGC 6907 quedan explicadas por la presencia de esta segunda galaxia.
Una supernova de tipo Ia (SN 2004bv) se ha observado en esta galaxia.